# 小行星5572
小行星5572（5572 Bliskunov）是一颗绕太阳运转的小行星，为主小行星带小行星。该小行星于1978年9月26日发现。

## 轨道参数
小行星5572的轨道半长轴为3.1220993 au，离心率为0.166。